# Nothrus incavatus
Nothrus incavatus är en kvalsterart som beskrevs av Badejo, Woas och Beck 2002. Nothrus incavatus ingår i släktet Nothrus och familjen Nothridae. Inga underarter finns listade i Catalogue of Life.